# Lluís Carreras
Lluís Carreras (sinh ngày 24 tháng 9 năm 1972) là một cầu thủ bóng đá người Tây Ban Nha.

## Sự nghiệp huấn luyện viên
Lluís Carreras đã dẫn dắt Sagan Tosu.